# Projekt 971
Projekt 971 Щука-Б, deutsche Transkription Schtschuka-B, [ʃtˈuka bɛ], (russisch für Hecht-B), NATO-Codename Akula, ist eine Klasse nuklearbetriebener U-Boote, die von der sowjetischen Marine zum ersten Mal im Dezember 1984 in Dienst gestellt wurde. Nach der Klassifikation der NATO handelt es sich um ein Jagd-U-Boot (SSN), nach russischer Klassifikation um ein atomgetriebenes Mehrzweck-U-Boot der dritten Generation. Es wird gegenwärtig bei der russischen und der indischen Marine eingesetzt.
Vom Projekt 971 gibt es mehrere Baulose, für die jeweils von russischer Seite – trotz verbesserter Technik – keine neuen Bezeichnungen vergeben wurden. Die NATO unterscheidet dagegen die Akula-Klasse, von der im Zeitraum von 1984 bis 1992 acht Boote in Dienst gestellt wurden; zwischen 1992 und 2005 folgten mehrere Boote mit technischen Neuerungen, die gelegentlich als Improved-Akula-Klasse beschrieben werden, und abschließend einige grundlegend verbesserte U-Boote, die auch als Akula-II-Klasse bezeichnet werden.

## Entwicklung
Auf Basis der Pläne des Projekts 945 entschloss sich die sowjetische Marine 1976, eine neue U-Boot-Klasse als Nachfolger für die Boote des Projekts 671RTM Щука (Victor-III-Klasse) zu entwickeln. Das beauftragte Planungsbüro Malachit (Малахит) in Leningrad sollte neben bestmöglicher Geräuschdämmung auch gesteigerten Wert auf eine kostengünstige Konstruktion legen, so dass für den Druckkörper kein Titan verwendet werden sollte. Eine direkte Folge war, dass zum Erreichen der gleichen Tauchtiefe wie bei Projekt 945 (600 m) für die Akula-Klasse mehr Stahl verbaut werden musste, um dem Wasserdruck standzuhalten. Die Wasserverdrängung erhöhte sich so um mehr als 1000 Tonnen.
Nach Geheimdiensterkenntnissen über die technische Ausstattung der US-amerikanischen Los-Angeles-Klasse wurden Nachbesserungen am Projekt 971 nötig, so dass sich der Baubeginn des ersten Bootes bis 1983 verzögerte. Das Projekt 971 gehörte bei seiner Indienststellung zu den leisesten nuklearbetriebenen U-Booten der sowjetischen Marine. Einen wesentlichen Beitrag zur Senkung des Lärmpegels sollen dabei die Unternehmen Toshiba und Kongsberg geleistet haben, die unter Missachtung der CoCom-Richtlinien die Sowjetunion mit modernen Maschinen belieferten. Diese sollen dann die Produktion extrem präzise gefertigter und damit sehr leiser Propeller ermöglicht haben.
Mit dem Bau der Boote wurden zwei Werften beauftragt: Werft 402 in Sewerodwinsk produzierte für die Nordflotte, während Werft 199 in Komsomolsk am Amur Boote für die Pazifikflotte baute.

## Einsatzprofil
Das Aufgabenspektrum der Klasse umfasst die Bekämpfung feindlicher Über- und Unterwasserstreitkräfte, die Aufklärung und das Legen von Seeminen.
Ein weiterer Auftrag ist die Verteidigung der sowjetischen und später russischen U-Boote mit ballistischen Raketen (SSBN). Da diese sich nicht selbst effektiv vor feindlichen Jagd-U-Booten und U-Jagd-Flugzeugen schützen konnten, wurden für sie bestimmte „Bastionen“ eingerichtet – Seegebiete zwischen Barentssee und Arktischem Ozean, in denen sie kreuzen und auf ihre Einsatzbefehle warten. Unterdessen sollen eigene Jagd-U-Boote wie die Akula-Klasse in den Randbereichen dieser Gebiete unter Wasser Jagd auf Gegner machen, die versuchen, in die „Bastion“ einzudringen, während die Eisdecke des Arktischen Ozeans die SSBNs vor feindlichen Flugzeugen schützt und eigene Überwasserschiffe und landgestützte Flugzeuge in den eisfreien Gebieten diesen Schutz gewährleisten.
Durch die Ausstattung mit entsprechenden Marschflugkörpern wurde das Einsatzspektrum um Angriffe auf Punkt- oder Flächenziele an Land erweitert. Wenn nukleare Sprengköpfe für die Marschflugkörper verwendet werden, können die Boote der Akula-Klasse als Zweitschlagswaffe in einem Atomkrieg eingesetzt werden.

## Technik

### Design

Schematische Außendarstellung von Projekt 971 mit Bezeichnungen

Die Boote der Akula-Klasse besitzen einen tropfenförmigen Rumpf, auf den mittschiffs ein Turm aufgesetzt ist. Sie sind als Doppelhüllenboote mit einem Druckkörper aus hochfestem Stahl mit einer Streckgrenze von 981 N/mm² konstruiert.
Der Druckkörper der Boote ist in sechs Abteilungen gegliedert. Im vorderen Teil des Druckkörpers sind die Bewaffnung und der größte Teil der Sensoren untergebracht, in der Mitte folgen in Abteilung II die Mannschaftsquartiere, Krankenstation, Messe, die Zentrale und der Turm des U-Bootes. In Abteilung III befinden sich Dieselgeneratoren und die Anlagen zur Wasser- und Luftaufbereitung. Abteilung IV beherbergt schließlich den Reaktorraum, die fünfte Abteilung die Dampfturbine und Hilfsaggregate. In der letzten Abteilung befinden sich die Antriebswelle und technische Anlagen zur Geräuschdämmung. Steuerbefehle zur Kurs- oder Tiefenänderung werden über Ruder am Heck übertragen, zur Tiefenänderung können zusätzlich die Tauchzellen und zwei ausfahrbare Ruder am Bug benutzt werden.

### Antrieb
Mit Ausnahme des Typschiffs K-284 werden alle U-Boote des Projekts 971 durch einen Druckwasserreaktor vom Typ OK-650B oder OK-650M.01, ähnlich dem bei der Sierra-Klasse verwendeten Typ mit Energie versorgt. Er leistet etwa 190 Megawatt thermischer Leistung zum Betreiben einer Dampfturbine, die um die 50.000 WPS an die Welle abgibt. Das reicht aus, um das U-Boot über einen siebenblätterigen Propeller bei Unterwasserfahrt auf bis zu 33 Knoten zu beschleunigen.
Eine Besonderheit des sowjetischen U-Boot-Baus ist der Einbau von Notfall- oder Manövrierantrieben für langsame Fahrt. Die Akula-Klasse verfügt an der Unterseite des Rumpfes an Backbord und Steuerbord über je einen ausfahrbaren Impeller mit einer vierflügeligen Schraube, die über Elektromotoren mit etwa 400 PS betrieben werden. Das genügt in ruhigen Gewässern für eine Geschwindigkeit von bis zu 5 Knoten.

### Bewaffnung
Akulas sind mit je vier 533-mm- und 650-mm-Torpedorohren ausgestattet. Über diese Rohre können Torpedos, Anti-U-Boot-Raketen und Marschflugkörper verschossen oder Seeminen ausgestoßen werden. Die 650-mm-Rohre können mit Ausgleichsbuchsen versehen werden, um sie auch für Waffen im Kaliber 533 mm benutzen zu können.
Das Arsenal an möglichen Waffen beinhaltet:
- Torpedos wie die schweren 650-mm-Typen, die ausschließlich gegen Überwasserschiffe eingesetzt werden, sowie die kleineren 533-mm-Typen USET-80 und UGST, die zur Bekämpfung feindlicher U-Boote in Tiefen von bis zu 1000 m und Entfernungen von bis zu 50 km entwickelt wurden. Der Superkavitationstorpedo WA-111 „Schkwal“ und der APR-3M „Adler-M“[A 2] sollen ebenfalls über die 533-mm-Torpedorohre eingesetzt werden können. Ältere Torpedomodelle wie der Typ 53-65K waren bereits in den 1990er-Jahren von den Booten entfernt worden.
- Anti-U-Boot-Raketen können an Stelle von den 650-mm- und 533-mm-Torpedos mitgeführt werden. Die Akula-Klasse ist in der Lage, RPK-2-Raketen einzusetzen, die später von moderneren Systemen RPK-6/7-Raketen abgelöst wurden.[6] Die Raketen tragen als Nutzlast einen Torpedo oder eine nukleare Wasserbombe. Diese Waffen dienen primär zur Bekämpfung von U-Booten. Die nuklear bestückten Ausführungen können in einer sekundären Rolle auch gegen Schiffe oder Küstenziele eingesetzt werden. Nach einem Abkommen mit den USA aus dem Jahr 1989 werden jedoch keine taktischen Kernwaffen mehr auf U-Booten mitgeführt.[DK 1]
- Marschflugkörper als wichtigen Bestandteil der Bewaffnung; diese können weit entfernte Landziele treffen. Im Gegensatz zur amerikanischen Los Angeles-Klasse werden die Marschflugkörper über die Torpedorohre gestartet und steigen dann mit bis zu 30 m/s an die Wasseroberfläche.[IK 4] Die Akula-Klasse kann den Marschflugkörper S-10 „Granat“ (SS-N-21 Sampson) einsetzen. Marschflugkörper vom Typ Kalibr, mit konventionellen oder nuklearen Sprengköpfen, können ebenfalls verwendet werden.
- Seeminen, von ihnen können gängige russische und sowjetische Typen wie die MDM-1-Grundmine oder die zur Jagd auf U-Boote konstruierte PMK-2-Torpedomine über die 533-mm-Torpedorohre abgesetzt werden. Diese Minentypen sind etwa ein Jahr aktiv, bevor sie sich selbst zerstören oder deaktivieren.[7]

Etwa 40 Torpedos, Raketen oder Minen der genannten Typen können im Torpedoraum gelagert werden. Dabei stehen allerdings nur maximal zwölf Lagerplätze für die etwa zehn Meter langen 650-mm-Waffen zur Verfügung, da das Waffenlager im oberen Teil kürzer ist und dort nur noch 28 der kurzen Waffen im Kaliber 533 mm Platz haben. In manchen Quellen werden zusätzlich noch MANPADS vom Typ Igla-1F aufgeführt, von denen drei Stück an Bord mitgeführt werden, um sie vom aufgetauchten Akula-U-Boot gegen ASW-Hubschrauber oder Flugzeuge einsetzen zu können.

### Sensoren

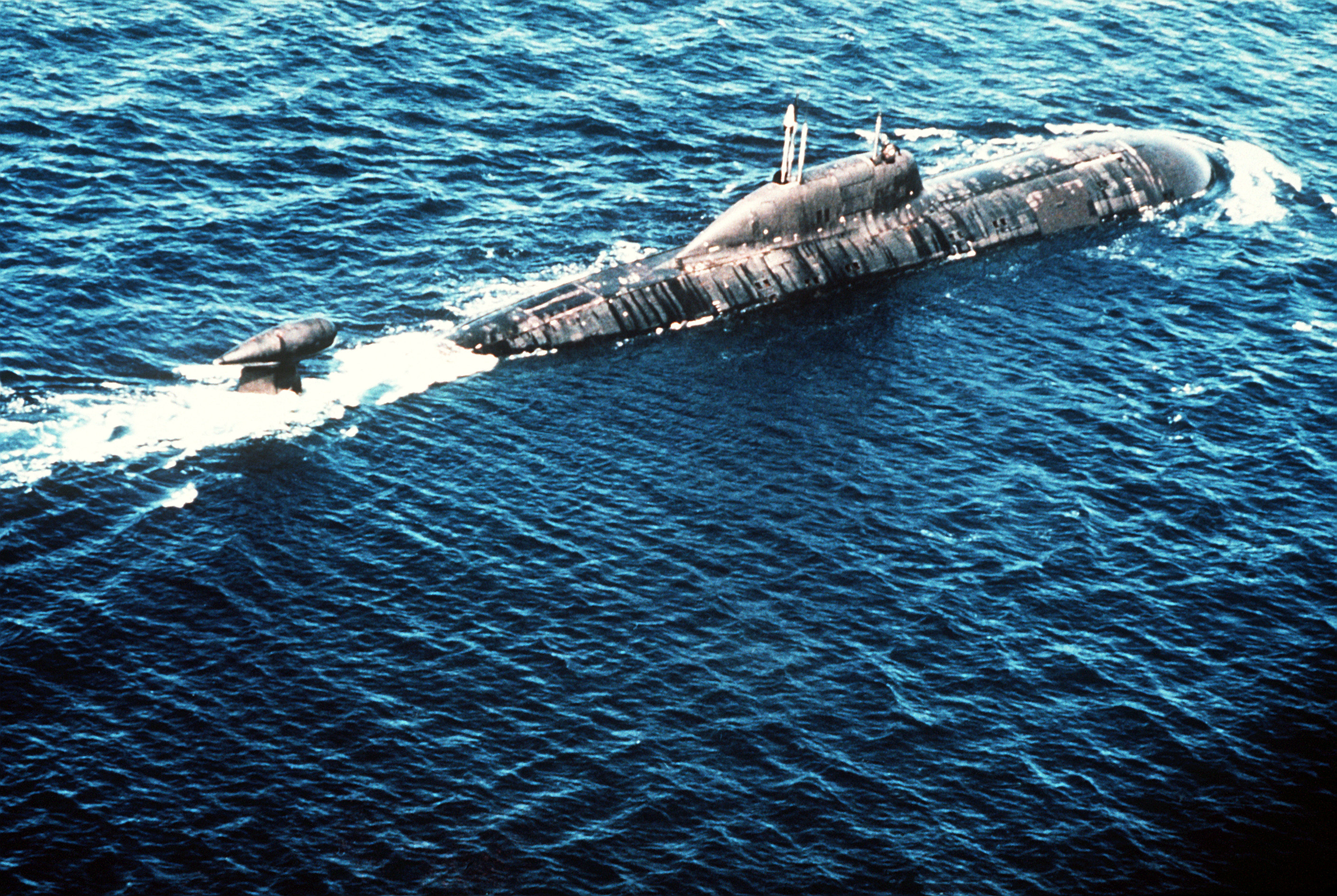
K-480 Барс, 1994, von rechts: das Periskop, zwei Funkantennen und der PMU-Satellitennavigationsmast „Synthese“ sind ausgefahren

Neben einem Kommandanten-Periskop vom Typ „Schwan“ und einem Beobachtungsperiskop vom Typ „System 3“ zum Anvisieren oder Beobachten von Überwasserzielen sind die U-Boote der Akula-Klasse mit verschiedenen Sensoren für die Suche nach Zielen, zur Navigationshilfe und zum Erkennen von Bedrohungen ausgerüstet.
Die Hauptphalanx zur Suche nach Unterwasserzielen ist ein digitales Sonarsystem MGK-540 Skat-3 (), das sich aus dem Hauptsensor im Bug, unterhalb der Torpedorohre, zur passiven und aktiven Suche nach Zielen, Seitensonarsensoren zur passiven Suche und einem Schleppsonar zur passiven Suche zusammensetzt. Ein im Hochfrequenzbereich arbeitendes Minenmeidesonar vom Typ MG-519 wird beim Navigieren in mit Minen verseuchten Gewässern verwendet.
Zusätzlich verfügt die Akula-Klasse – mit Ausnahme von sechs Booten – über Sensoren zur Ortung von Verwirbelungen im Wasser, wie sie von Schiffen und U-Booten in deren Kielwasser erzeugt werden. Die Messantennen dieser Sensoren sind an der Stirnseite des Turms und an der Außenhülle installiert. Das System trägt die Tarnbezeichnung „СОКС“ (Socke).
Für das Orten von Funksendern verfügen die Boote am Turm über einen ausfahrbaren Sensor vom Typ „Anis“ (NATO-Bezeichnung: Park Lamp). Daneben befindet sich ein Radarsystem des Typs MRKP-58 oder 59 „Radian“ (NATO-Bezeichnung: Snoop Pair) zur Suche nach Oberflächenkontakten und zur Navigationshilfe. Abschließend ist ein Sensor für elektronische Unterstützungsmaßnahmen vom Typ „Zone“ (NATO-Bezeichnung: Rim Hat) installiert. Um die Funk- und Radarsysteme sowie die Periskope einsetzen zu können, muss sich das Boot mindestens auf Sehrohrtiefe befinden oder aufgetaucht sein.

### Kommunikation
Für den Funkverkehr wird ein P-790-„Zunami-BM“-System verwendet, das den Informationsaustausch über große Entfernungen über das satellitengestützte Molnija-MC ermöglicht. Zum P-790-System kann eine Schleppantenne gehören, die Funkkommunikation für die U-Boote aus geringer Wassertiefe über Längstwelle erlaubt. Der Ort, an dem diese Antenne (Typ: „Parawan“) mit ihrer Winde eingebaut ist, ist umstritten. Manche Quellen gingen von einer Funkantenne in der Gondel auf dem vertikalen Heckruder aus, wo sich eigentlich das Schleppsonar befinden soll. Andere vermuteten gar einen MHD-Antrieb in der Gondel. Neuere Quellen lokalisieren die Antenne unter einer zweitürigen Luke achtern vom Turm über dem Reaktorraum.
Ein auf dem sowjetischen Satellitennavigationssystem GLONASS basierendes System mit der Bezeichnung PMU „Synthese“ liefert Daten zur Positionsbestimmung. Ein Freund-Feind-Erkennungssystem vom Typ „Nichrom“ erlaubt per Funk die Identifikation gegenüber befreundeten Kräften.

### Schutzsysteme

Funktionsprinzip der Fluchtkapsel: Die Mannschaft verlässt das U-Boot (1) und begibt sich in die Kapsel (2), die anschließend zur Oberfläche aufsteigt (3)

Ihr Rumpf ist mit schallabsorbierenden Fliesen überzogen, um eigene Geräusche oder die Schallwellen eines gegnerischen Sonars zu absorbieren und eine Ortung zu erschweren.
Wird ein Akula dennoch vom Sonar eines Gegners erfasst, verfügen die Boote zur aktiven Verteidigung über Rohre zum Täuschkörperausstoß. Während bei den ersten Booten nur zwei Rohre kleinen Durchmessers für ältere Täuschkörpermodelle eingebaut wurden, wurden diese Abschussvorrichtungen bei späteren Baulosen um sechs großkalibrige Rohre ergänzt. Täuschkörper vom Typ MG-74 Korund (NATO-Bezeichnung: „Impostor“ (Betrüger)) verfügen über einen Eigenantrieb, folgen einem einprogrammierten Kurs und erzeugen bis zu 60 Minuten lang U-Boot-Geräusche, um feindliche Torpedos und Sensoren vom eigentlichen U-Boot abzulenken. Sie können zu je zwei Stück in die sechs zusätzlichen 533-mm-Rohre verladen werden, so dass bis zu zwölf Täuschkörper dieses Typs verfügbar sind.
Für den Fall von Schäden an den Tauchzellen oder am Druckkörper sind die Boote des Projekts 971 mit einem etwa doppelt so großen statischen Auftrieb konstruiert, wie der ihrer amerikanischen Gegenstücke. Sie können dementsprechend mehr Wasser aufnehmen, ohne unkontrollierbar zu sinken.
Sollte der Hauptreaktor ausfallen, können zwei Dieselgeneratoren vom Typ AT-300 für bis zu zehn Tage die Energieversorgung der Schiffssysteme sicherstellen. Das Stromnetz an Bord ist ebenfalls redundant ausgelegt, da zwei voneinander getrennte Leitungssysteme existieren. Selbst beim Ausfall des Hauptantriebes sind die U-Boote des Projekts 971 durch ihr Notfallantriebssystem noch begrenzt manövrierfähig.
Sollte Feuer an Bord ausbrechen, wird der betroffene Bereich abgeschottet und eine Feuerlöschanlage leitet Freon-Gas ein, um das Feuer zu ersticken. Während die Freisetzung des Gases manuell in den Abteilungen ausgelöst werden kann, verfügen die neueren Boote auch über ein System, das ein Feuer selbstständig erkennt und es der Kommandozentrale erlaubt, das Freon freizusetzen.
Ist ein Boot so schwer beschädigt, dass es aufgegeben werden muss, verfügen alle Akulas in der Mitte des Turms über eine Rettungskapsel, die dazu konstruiert ist, alle Besatzungsmitglieder – selbst bei maximaler Tauchtiefe des U-Bootes – sicher an die Wasseroberfläche zu bringen. Die Kapsel wird über einen Einstieg im Inneren des Bootes nahe der Zentrale betreten und anschließend durch eine Luke wasserdicht verschlossen. Nach dem Auslösen bricht sie aus dem Turm heraus und steigt an die Oberfläche.
Auf der Oberseite des Druckkörpers ist zwischen Turm und Bug – wie bei vielen russischen U-Boot-Typen – eine Notfallboje eingebaut. Die als Notfunkbake konstruierte Boje vom Typ „ВАУ“ kann im Notfall von der Besatzung ausgelöst werden, um an die Meeresoberfläche aufzusteigen. Sie treibt dann frei und sendet per Funk kontinuierlich die letzte Position des U-Bootes.
Beim letzten Boot der Klasse, der K-335, wurde zusätzlich ein automatisches System eingebaut, das, sollte die Besatzung das U-Boot an der Wasseroberfläche verlassen müssen, auf Knopfdruck vier Rettungsinseln auswirft, die sich selbstständig öffnen.

## Besatzung

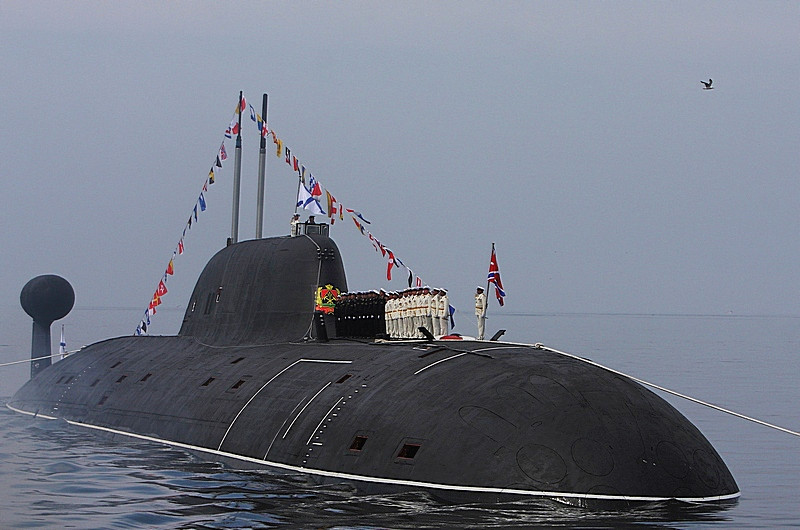
Die Besatzung von K-419 ist während einer Parade 2016 auf dem Vorschiff angetreten.

Die Besatzung der Akula-Boote besteht aus 73 Seeleuten.
Alle Besatzungsmitglieder sind Berufssoldaten oder Längerdienende, so dass jedes Boot eine weitgehend feste Stammbesatzung hat, die mit über 30 Seeleuten einen hohen Anteil an Offizieren aufweist. Die genaue Zahl der Offiziere variiert, je nach Quelle, zwischen 31 und 33. Die Besatzungsgröße ist im Vergleich zu U-Booten mit ähnlichen Aufgaben eher niedrig, da die Boote stark automatisiert sind.
Die Unterkünfte befinden sich in der zweiten Abteilung der Akula-Boote. Diese Abteilung befindet sich im Druckkörper unter der vorderen Hälfte des Turms. Sie ist in vier Decks unterteilt: Auf dem ersten Deck befinden sich neben der Zentrale einige Unterkünfte und die Computersysteme. Der Großteil der Besatzung ist auf dem zweiten und dritten Deck untergebracht. Dort befinden sich auch die Krankenstation, die Messe, die sanitären Einrichtungen und eine kleine Sauna. Die Quartiere der Mannschaften galten bei der Einführung der Akula-Boote im Gegensatz zu älteren sowjetischen U-Booten als vergleichsweise großzügig. Die wasserdicht verschließbaren Querschotten, die diese Abteilung mit dem Wohnbereich der Besatzung von den benachbarten Bereichen an Heck und Bug abtrennen, sind nach innen gekrümmt ausgeführt, so dass sie einem höheren Wasserdruck standhalten können als die im übrigen Boot verwendeten Schotten. Das verschafft der Besatzung im Notfall mehr Zeit, um Schadenskontrollmaßnahmen zu ergreifen oder um die Fluchtkapsel zu erreichen, bevor die Abteilung vom Wasserdruck zerquetscht wird.
Die Einsatzdauer für jedes Boot wird, als Folge der Energieversorgung durch den Kernreaktor und die Bordsysteme zur Trinkwassergewinnung, nur durch die mitgeführten Vorräte an Nahrungsmitteln und Verbrauchsgütern begrenzt. Man geht gewöhnlich von 100 Tagen maximaler autonomer Einsatzdauer aus, bevor diese Vorräte aufgefüllt werden müssen.

## Namen

Der Name des Wappentiers von Tatarstan, „Ак Барс“, wurde zum Namen von K-480, als die Republik 1997 die Patenschaft für das U-Boot übernahm

Die Boote des Projekts 971 trugen bis zu einem entsprechenden Befehl im Oktober 1990, der diese Praxis änderte, keine Namen, sondern ausschließlich taktische Nummern. Das erste Boot, das vor seiner Auslieferung an die Marine zusätzlich einen Namen erhielt, war K-317 „Panther“. Die zu dem Zeitpunkt bereits im Einsatz befindlichen Boote wurden im April 1993 mit Namen versehen, die man von historischen Vorgängerbooten übernahm, die um die Zeit des Ersten Weltkriegs gebaut worden waren.
Später wurden mehrere Boote im Laufe ihrer Dienstzeit umbenannt. Aus den zunächst vergebenen Tierbezeichnungen wurden dabei zum Teil Städtenamen. Dies geschah nach dem Zusammenbruch der Sowjetunion und hatte offenbar zum Ziel, eine Bindung zwischen einer Stadt oder Region und dem gleichnamigen Boot aufzubauen, um eine Unterstützung der damals chronisch unterversorgten Besatzungen durch die Namenspaten zu erreichen.
Die U-Boot-Klasse erhielt vom amerikanischen Verteidigungsministerium, das bis dahin alle neu entdeckten sowjetischen U-Boot-Klassen mit Namen des NATO-Alphabetes gekennzeichnet hatte, den in der NATO gebräuchlichen Codenamen: Akula-Klasse

“We have run out of letters to designate their submarines, so we have gone to the names of fish. ‘Akula’ means shark in russian language…”

„…Uns sind die Buchstaben zum Benennen ihrer U-Boote ausgegangen. So wechselten wir zu den Namen von Fischen. ‚Akula‘ bedeutet ‚Hai‘ in der russischen Sprache …“

Da man auf amerikanischer Seite den Spionagering um den Marineangehörigen John Anthony Walker für den Verrat der Erkenntnisse verantwortlich machte, die in der Sowjetunion den Bau der Akula-Klasse wesentlich beeinflusst hatten, wurden die Boote in US-Navy-Kreisen gelegentlich ironisch auch als Walker-Klasse bezeichnet.

## Projekt 971 („Akula“)
Die erste Einheit des Projektes 971, K-284, wurde 1980 in der Werft 199 von Komsomolsk am Amur auf Kiel gelegt und 1984 der Pazifikflotte übergeben. Die Pazifikflotte bekam weitere vier Einheiten dieses Typs. In Sewerodwinsk auf Werft 402 begann der Bau 1986 mit K-480 und endete 1992 mit der K-461. Die staatliche Werft 402 wurde später zum Privatunternehmen Sewmash.
| takt. Nummer | Bauwerft  | Name (Übersetzung)            | Kiellegung | In Dienst seit | Status                 | Anmerkungen |
| ------------ | --------- | ----------------------------- | ---------- | -------------- | ---------------------- | --- |
| K-284        | Werft 199 | Акула (Akula – Hai)           | 1983, Sept | 1984, Dez      | außer Dienst seit 2001 | – |
| K-263        | Werft 199 | Дельфин (Delfin)              | 1984, Mai  | 1985, Dez      | außer Dienst seit 2011 | umbenannt in «Барнаул» (Barnaul) 1997 |
| K-322        | Werft 199 | Кашалот (Kaschalot – Pottwal) | 1986, Juni | 1986           | aktiv                  | Verhandlungen mit Indien über Leasing des Bootes |
| K-391        | Werft 199 | Кит (Kit – Wal)               | 1988, Feb  | 1987           | aktiv                  | umbenannt in «Братск» (Bratsk) am 1. September 1997 |
| K-331        | Werft 199 | Нарвал (Narwal)               | 1988, Dez  | 1989           | aktiv                  | umbenannt in «Магадан» (Magadan) 1997 |
| K-461        | Werft 402 | Волк (Wolk – Wolf)            | 1987, Jan  | 1992, Nov      | aktiv                  | – |
| K-480        | Werft 402 | Барс (Bars – Leopard)         | 1985, Feb  | 1989, Dez      | außer Dienst seit 2002 | 1997 umbenannt in «Ак Барс» („Weißer Leopard“); geriet während der Entsorgungsarbeiten in Sewerodwinsk im Februar 2010 in Brand, Teile für Bau der Borei-Klasse verwendet |
| K-317        | Werft 402 | Пантера (Pantera – Panther)   | 1986, Feb  | 1990, Dez      | aktiv                  | von 2000 bis Januar 2007 repariert und modernisiert |

## Projekt 971 („Improved Akula“)
Nachdem sich die ersten Boote des Projektes 971 bewährt hatten, begann man über Verbesserungen nachzudenken und diese teilweise noch im ersten Baulos umzusetzen. K-317 „Panther“ und K-480 „Leopard“ waren bereits mit Sensoren zur Kielwasserortung ausgerüstet worden und einige Boote hatten sechs auf See nicht nachladbare 533-mm-Abschussrohre für akustische Täuschkörper oberhalb der Torpedorohre erhalten. Im zweiten Baulos erhielten jetzt alle Boote diese Verbesserungen. Einzige Ausnahme ist K-328 „Leopard“, bei der die Sensoren zur Kielwasserortung fehlen. Zusätzlich wurde das Radarsystem vom MRKP-58 auf das leistungsstärkere MRKP-59 umgestellt und der Reaktor und das Kühlsystem überarbeitet.
Während in der Sowjetunion keine neue Bezeichnung für die so veränderten U-Boote eingeführt wurde, setzte sich bei westlichen Experten zunächst die Bezeichnung „improved Akula class“ (verbesserte Akula-Klasse) durch.
Allerdings konnten sich westliche Beobachter nie auf eine genaue Definition für die „Improved-Akula“-Boote einigen, so dass bis heute nicht klar ist, welche Boote überhaupt zur „Improved Akula“-Klasse und welche zur „Akula-II“-Klasse gehören.
Da auf Seiten der NATO davon ausgegangen wurde, dass die noch im Dienst befindlichen Boote des ersten Bauloses weitgehend mit den technischen Neuerungen des zweiten Bauloses nachgerüstet wurden, verwischten sich die Grenzen in der Festlegung der „Improved-Akula-Klasse“ weiter.
Manche Quellen führen überhaupt keine „Improved Akula“-Klasse mehr an, sondern beschränken sich auf „Akula I“ und „Akula II“.
Das erste Boot aus dem zweiten Baulos wurde in Sewerodwinsk auf Kiel gelegt. Trotz der Auflösung der Sowjetunion 1991 und der sehr schlechten finanziellen Ausstattung des Militärs blieb der Bau neuer U-Boote der Akula-Klasse eines der wenigen Rüstungsprojekte mit hoher Priorität, die in Russland – wenn auch mit großen Verzögerungen bis hin zum beinahen Stillstand – weitergeführt wurden.
Drei Rümpfe, mit deren Bau bereits begonnen worden war, wurden nicht fertiggestellt. Zwei Rümpfe wurden später abgebrochen, um mit dem gewonnenen Material zwei SSBN der Borei-Klasse fertigzustellen. Der dritte Rumpf, dessen Bau 1996 eingestellt wurde, soll für Indien fertig gebaut werden.

## Projekt 971 („Akula II“)

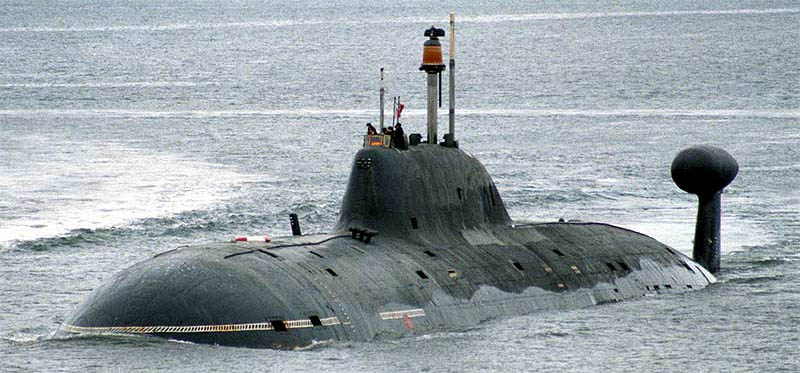
K-157 „Вепрь“, 2003, ein Periskop, der massive Radarmast „Radian“ und eine Funkantenne sind hinter den Seeleuten der Brückenwache ausgefahren

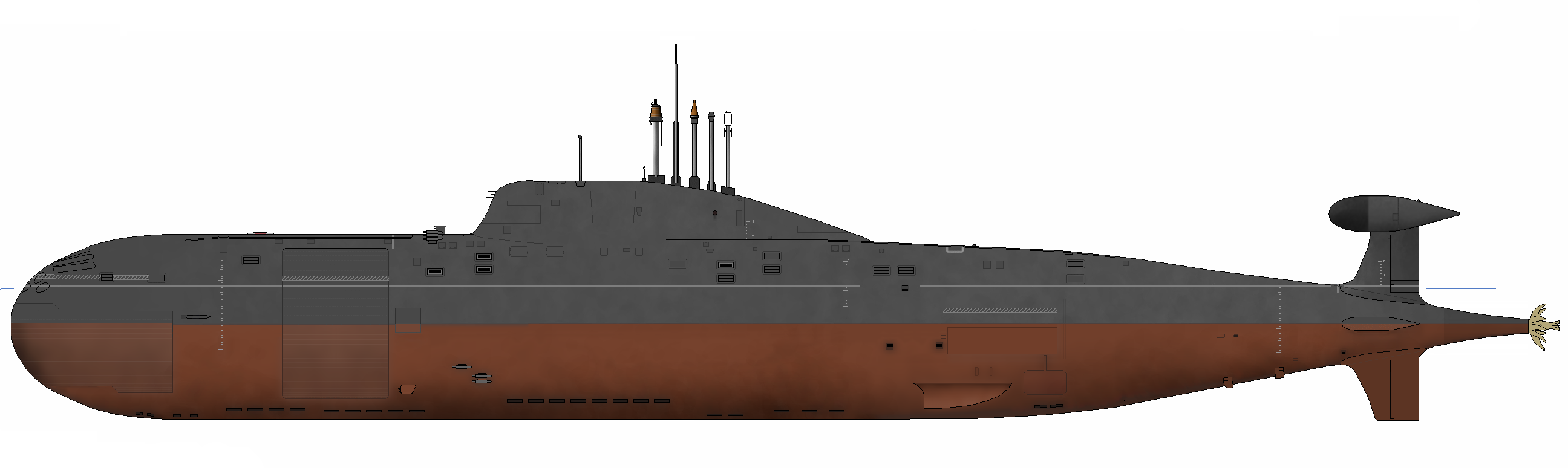
Backbord-Ansicht von K-157 und vermutlich auch K-152

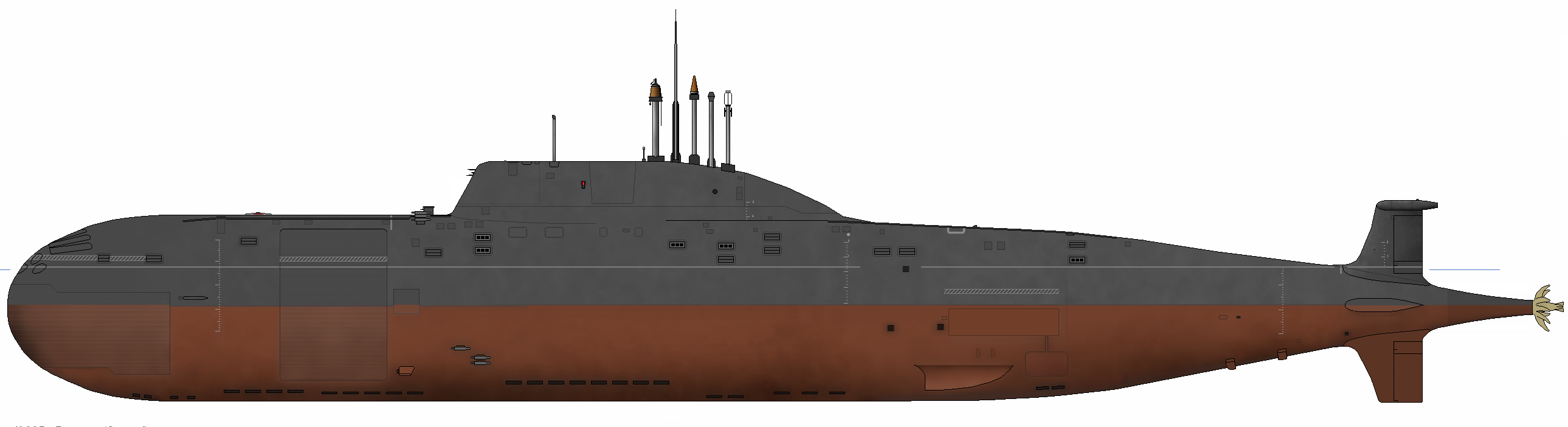
Backbord-Ansicht von K-335 mit kleinem Schleppsonarbehälter

Die Akula-II-Klasse ist das dritte Baulos des Projektes 971, bei dem verschiedene Neuerungen in der elektronischen Ausrüstung und in der Geräuschdämmung verwirklicht wurden.
Diese verbesserten Boote gehören nach russischer Kennung noch immer zum Projekt 971, obwohl sie alle über eine neue Geräuschdämmung des Maschinenabteils verfügen, welche die Boote um etwa zwei Meter verlängert. Nach der vorherrschenden Meinung westlicher Experten ist diese Verlängerung das Erkennungsmerkmal der Akula-II-Klasse.
Die genaue Zuordnung der gebauten Boote zu dieser Klasse ist schwierig, da von russischer Seite keine genauen Daten zu den Abmessungen der einzelnen U-Boote des Projekts 971 veröffentlicht wurden. Lediglich K-335 Gepard und K-157 werden übereinstimmend der Akula-II-Klasse zugeordnet, während K-152 als Folge von Modernisierungsmaßnahmen ebenfalls in manchen Quellen der Klasse zugerechnet wird.
Als Besonderheit wird K-335 „Gepard“, das sich äußerlich von allen anderen Projekt-971-U-Booten durch einen deutlich verkleinerten Behälter für das Schleppsonar auf der Oberseite des Heckruders unterscheidet, gelegentlich fälschlich als „Projekt 971M“ oder „Akula-III-Klasse“ bezeichnet. K-152 „Nerpa“ wird, wegen ihrer Verwendung als Exportboot für Indien und einiger Abweichungen in der technischen Ausstattung, auch als „Projekt 971I“ (проект 971И) bezeichnet.
| takt. Nummer | Bauwerft  | Name (Übersetzung)                | Kiellegung  | In Dienst seit | Status        | Anmerkungen |
| ------------ | --------- | --------------------------------- | ----------- | -------------- | ------------- | --- |
| K-419        | Werft 199 | Морж (Morsch – Walross)           | 1991, Juli  | 1992, Dez.     | aktiv         | Umbenannt in «Кузбасс» (Kusbass) 1998, Pazifikflotte                                                                                          |
| K-295        | Werft 199 | Дракон (Drakon – Drache)          | 1993, Nov   | 1995, Dez.     | aktiv         | Umbenannt in «Самара» (Samara) 1999 |
| K-152        | Werft 199 | Нерпа (Nerpa – Robbe) bis 01/2012 | 1993, April | 2007, Dez.     | aktiv, Indien | Unfall am 8. November 2008 mit 23 Toten. Im Januar 2012 an Indien übergeben, um dort als Chakra für zehn Jahre Dienst zu tun.                 |
| K-328        | Werft 402 | Леопард (Leopard)                 | 1988, Okt   | 1992, Juni     | aktiv         | – |
| K-154        | Werft 402 | Тигр (Tigr – Tiger)               | 1989, Sept  | 1994, Dez.     | aktiv         | – |
| K-157        | Werft 402 | Вепрь (Wepr – wilder Eber)        | 1990, Juli  | 1995, Dez.     | aktiv         | Amoklauf mit neun Toten im September 1998. Manöver mit französischen Seestreitkräften 2003 Von 2012 bis 2020 inaktiv wegen Reparaturarbeiten. |
| K-335        | Werft 402 | Гепард (Gepard)                   | 1991, Sept  | 2001, Dez.     | aktiv         | manchmal auch als „Akula-III-Klasse“ bezeichnet                                                                                               |

| takt. Nummer | Bauwerft  | Name (Übersetzung)     | Kiellegung | In Dienst seit | Status        | Anmerkungen                                                   |
| ------------ | --------- | ---------------------- | ---------- | -------------- | ------------- | ------------------------------------------------------------- |
| K-337        | Werft 402 | Кугуар (Kuguar – Puma) | 1992, Aug  | –              | abgewrackt    | Bauteile wurden für das SSBN K-535 Juri Dolgoruki verwendet   |
| K-333        | Werft 402 | Рысь (Rys – Luchs)     | 1993, Aug  | –              | abgewrackt    | Bauteile wurden für das SSBN K-550 Alexander Newski verwendet |
| K-xxx        | Werft 199 | Irbis                  | 1994       | –              | Baustillstand | Soll für Indien fertig gebaut werden                          |

## Einsätze

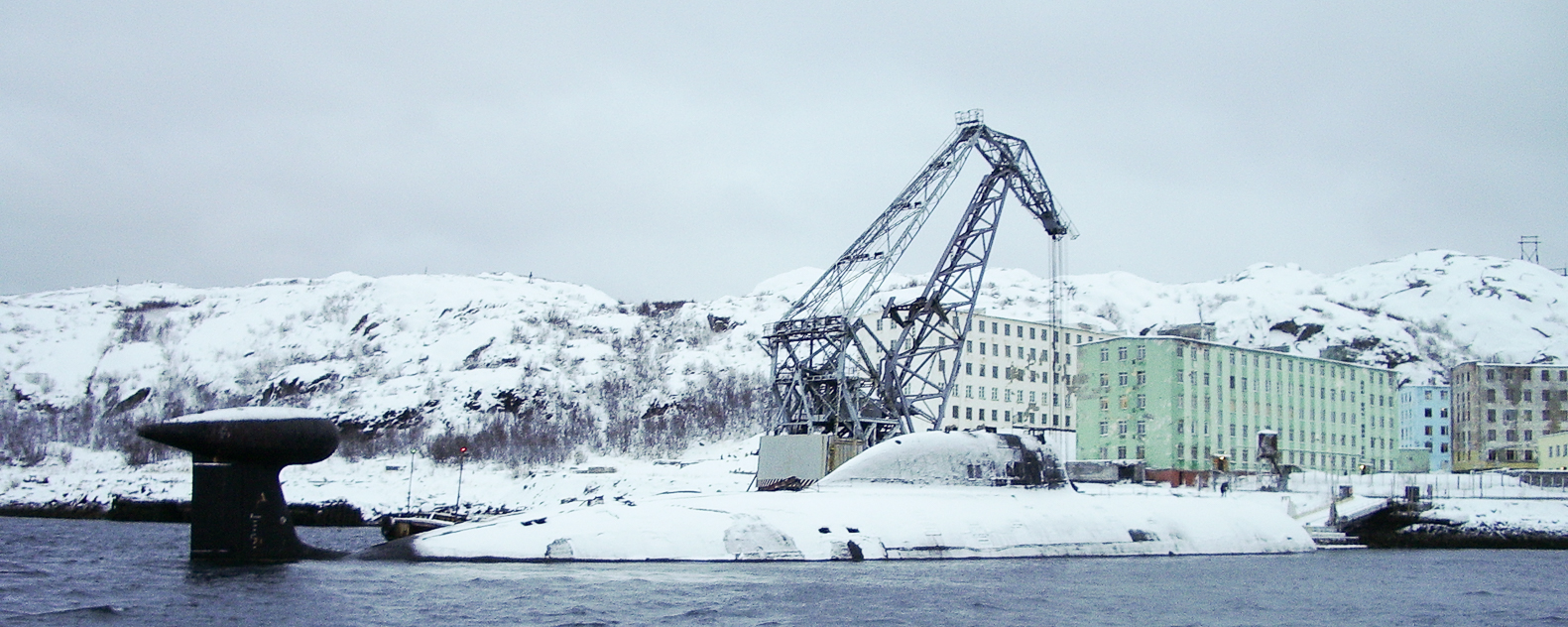
Ein Akula-Klasse-Boot am Kai der Marinebasis Gadschijewo, Heimatstützpunkt der 24. U-Boot-Division

Angaben zu Einsätzen von U-Booten der Akula-Klasse sind nicht sehr umfangreich. Zum einen war die Zahl der Tage, die sowjetische U-Boote im Jahr auf See verbrachten, immer niedriger als die vergleichbarer westlicher Gegenstücke und zum anderen reduzierte sich die Zahl der Patrouillenfahrten mit dem Ende der Sowjetunion noch weiter. Dennoch wurden die Kommandanten der Boote Panther, Leopard und Tiger für Leistungen im Einsatz mit dem höchsten Ehrentitel Russlands, Held der Russischen Föderation, ausgezeichnet.
1995 operierte K-331 Narwal an der Westküste der USA. Trotz massiven Aufgebots von Jagd-U-Booten, ASW-Flugzeugen und ASW-Schiffen gelang es der United States Navy nicht, das Boot zu orten.
Im Dezember 1995 drang K-461 Wolf – an Bord war die Stammbesatzung von K-317 Panther – durch die Straße von Gibraltar ins Mittelmeer vor und beschattete NATO-U-Boote, darunter ein Boot der Los Angeles-Klasse.
1998 verfolgte K-317 Panther ein US-amerikanisches SSBN 150 Stunden lang. Dem Kommandanten der Panther wurde in diesem Zusammenhang der Titel Held der Russischen Föderation verliehen.
Im Jahr 2003 operierte die K-335 Gepard auf ihrer ersten Patrouillenfahrt vor Neufundland. Es gelang weder der US Navy noch der Royal Canadian Navy, das Boot zu verfolgen.
Im August 2009 drangen zwei Boote der Akula-II-Klasse tief in den Atlantik vor und näherten sich der Küste der USA bis auf 200 Seemeilen an.
Ende August 2010 gab die Royal Navy bekannt, dass sie innerhalb der letzten sechs Monate vor der Marinebasis Faslane-on-Clyde ein Boot der Akula-Klasse entdeckt hätte, das versuchte, ein Geräuschprofil der Vanguard-Klasse aufzunehmen.
Im Jahr 2012 soll sich ein Akula-Boot rund einen Monat lang unentdeckt im Golf von Mexiko aufgehalten haben.

## Geräuschentwicklung
Eine der entscheidenden Eigenschaften eines militärischen U-Boots ist es, unentdeckt operieren zu können. Dazu ist eine möglichst geringe Geräuschentwicklung notwendig. Jede Unregelmäßigkeit an der Außenhülle kann Wasserverwirbelungen bilden; jedes durch Maschinen oder Arbeitslärm verursachte Geräusch im Inneren eines Bootes kann sich über den Bootskörper als Vibration ins Wasser übertragen, so dass das Boot noch in großer Entfernung zu hören sein kann. Wie weit diese Geräusche zu hören sind, hängt auch von Faktoren wie Salzgehalt des Wassers, Tauchtiefe des U-Bootes und Wassertemperatur ab. Über das Projekt 971 liegen zur Geräuschentwicklung einige Angaben vor, die sich jedoch nicht unabhängig bestätigen lassen:
- Nach russischen Angaben ist Projekt 971 um 12–15 Dezibel leiser als die Vorgängerklasse Projekt 671.[2]
- Weiterhin soll das amerikanische AN/BQQ-5-Sonar der Los-Angeles-Klasse ein Akula in Gewässern mit den Bedingungen der Barentssee erst in einem Umkreis von 10 km orten können. Bei für die Übertragung von Geräuschen weniger geeigneten Gewässern sei eine solche Entdeckung fast unmöglich.[DK 9]
- Im Jahr 1995 sprach der Chief of Naval Operations Jeremy M. Boorda vor dem Armed Services Committee des Senat der Vereinigten Staaten. In seiner Rede erörterte er, dass die Akula-Boote bei Schleichfahrt (5–7 Knoten) leiser sind als die Boote der Los-Angeles-Klasse.[43]
- Der amerikanische Experte N. Polmar teilte US-Regierungsvertretern 1997 im Zuge einer Anhörung zum NSSN-Programm mit, dass die Geräuschentwicklung der „Improved-Akula-Klasse“ unter bestimmten Bedingungen geringer sei als die Geräuschentwicklung der verbesserten Los-Angeles-Klasse (688 „I“ oder Flight III). US-Admiral J. M. Boorda teilte in der gleichen Anhörung mit, dass er nicht sicher sei, ob man alle relevanten Daten zur Geräuschentwicklung der Akula-II-Klasse vorliegen hätte, um einen Vergleich zur Seawolf-Klasse vorzunehmen.[44]
- In einem Papier der US-Marine von 1996 hieß es allerdings, die „neuen“ Akula-U-Boote seien vermutlich nur bei Schleichfahrt (5–7 Knoten) leiser als die Los-Angeles-Klasse, bei normalen Einsatzbedingungen, also mit höheren Geschwindigkeiten, wären sie dagegen lauter.[45]
- Die neueste Entwicklungsstufe, das Boot K-335 Gepard, befindet sich nach einem amerikanischen Artikel von 2001 im Hinblick auf die Geräuschentwicklung möglicherweise auf demselben oder besserem Niveau als die Los-Angeles- oder Seawolf-Klasse.[46]
- Die Forschungsgemeinschaft Federation of American Scientists (FAS) ordnet ein Akula-I-Boot im Hinblick auf die breitbandigen Geräuschemissionen auf dem Niveau der amerikanischen Sturgeon-Klasse ein. Ein verbessertes Akula-I soll ähnliche Emissionen aufweisen wie ein Los-Angeles-Boot in der Flight-III-Ausführung. Ein Akula-II-Boot bewegt sich im Bereich zwischen der Los-Angeles-Klasse (Flight III) und der Seawolf- bzw. Virginia-Klasse.[30]
- Die renommierte Jane’s Information Group beschreibt ein Akula-Boot folgendermaßen: „leiser als ein Victor III“, wobei der Unterschied zwischen einem Akula-I und Akula-I-Improved wesentlich größer ausfalle als der Unterschied zwischen einem Akula-I-Improved-Boot und einem Akula-II.[47]

## Zukunft
Das Projekt 971 soll langfristig vom Projekt 885 abgelöst werden. Der Zeitpunkt, zu dem das letzte Akula-Boot außer Dienst gestellt werden wird, ist jedoch nicht absehbar. Die bereits nicht mehr im Einsatz befindlichen Projekt-971-Boote der Nordflotte wurden am U-Boot-Stützpunkt Gadschijewo, die der Pazifikflotte in Wiljutschinsk eingemottet.
Anfang 2013 wurde bekannt, dass die russische Marine die Nutzungsdauer der Klasse durch ein Modernisierungsprogramm verlängern will, das insbesondere den Schutz der Boote vor Entdeckung verbessern soll. Die Überarbeitung des ersten Bootes hatte zum Zeitpunkt der Meldung bereits begonnen und soll etwa zwei Jahre andauern.

## Fiktion
- U-Boote der Akula-Klasse kommen in Tom Clancys Romanen SSN und Das Echo aller Furcht vor.
- In Tony Scotts Film Crimson Tide – In tiefster Gefahr von 1995 wird die USS Alabama von einem U-Boot der Akula-Klasse angegriffen.
- In vielen weiteren Romanen erwähnen Autoren wie etwa Larry Bond, Patrick Robinson, Del Dowdell, Mark Joseph, Charles D. Taylor oder Bill Bigelow Akula-Klasse-U-Boote.
- Die Computerspieleindustrie produzierte mehrere Simulationen, in denen der Spieler U-Boote der Akula-Klasse steuern kann. Darunter Sub Command (2001) und Dangerous Waters (2005).
- Die in den Videosequenzen des Computerspiels Command & Conquer: Alarmstufe Rot dargestellten sowjetischen U-Boote sind der Akula-Klasse nachempfunden.

## Belege und Verweise